# Чурчхела
Чурчхе́ла (груз. ჩურჩხელა, абх. аџьынџьыхәа [аджьынджьыхуа], мегр. ჯანჯუჰა [джьанджьуха]) — традиционное абхазское и грузинское национальное лакомство: очищенные от скорлупы и нанизанные на нитку орехи (как правило, грецкие) в сгущённых выпариванием и загущённых мукой соках (виноградном, гранатовом и т. д.). Один из популярных десертов грузинской кухни.
За пределами Грузии чурчхела повсеместно продаётся в Азербайджане (где она известна под названием суджух) и Армении (шароц, несколько отличающийся рецептурой), граничащих с Грузией республиках Северного Кавказа, а также в курортных городах черноморского побережья бывшего СССР. В Турции похожие изделия можно встретить под названием cevizli sucuk, что переводится как «ореховая колбаса».

## Этимология названия
Грузинское слово «чурчхела» (груз. ჩურჩხელა) не может быть разложено на иные корни. Чаще всего его объясняют как производное от мегрельских слов чхур («холодно») и чхер («горячо»). Этот перевод возможно отражает суть изготовления чурчхелы: сначала её погружают в горячую массу с соком, а затем охлаждают, подвешивая за нити.

## История
История изготовления чурчхелы уходит корнями в эпоху древнегрузинского царства Диаоха. После его раздела в VIII веке до н. э. между более крупными древнегрузинской Колхой и хурритской Урарту традиция нанизывать продукты на нити и обваривать в горячем соке распространилась по всей древней южной, западной Грузии, а также перешла на территорию армянского нагорья. Затем от Колхиды это лакомство перешло в наследство Иберии и позднее распространилось на восток Грузии.
Спустя тысячелетие эта сладость упоминается и в Средневековье, во времена грузинского царя Давида Строителя воины ходили в длительные походы, они брали с собой в дорогу калорийные и сытные продукты, которые не портятся, долго хранятся и удобны в употреблении. К таким относилась и чурчхела. Со временем она не портилась, а просто становилась более твёрдой.

## Питательные свойства
Чурчхела отличается высокими питательными свойствами благодаря большому содержанию глюкозы и фруктозы (от 30 до 52 %), растительных жиров, белков, органических кислот (1,1—2 %), азотистых и фенольных веществ, витаминов.
Чурчхела готовится с использованием сока винограда, причём берут прессовые фракции, наиболее богатые экстрактивными веществами. Сок кипятят в течение 30 мин, отстаивают 10—12 часов. Осветлённый сок фильтруют и выпаривают в котлах до сахаристости 30—40 %. При необходимости проводят кислотопонижение сока путём добавления мела или мраморной муки (5 г/литр). Сгущённый сок отстаивают 5—6 ч и сливают осадок. Затем его подогревают до 30 °C, добавляют пшеничную муку и подогревают при непрерывном помешивании до необходимого сгущения. Готовность массы проверяют погружением в неё начинки, нанизанной на нитки. Для лучшего налипания массы делают промежуточную краткую просушку в течение 2—3 часов, затем погружения повторяют до образования слоя массы толщиной 1,5—2 мм. Сушат чурчхелу на солнце в течение 15—17 суток. Затем чурчхелу укладывают в ящики, слои перекладывают материей и выдерживают в сухом прохладном помещении в течение 2—3 месяцев для вызревания. В процессе выдержки чурчхела приобретает вкусовые тона, близкие к шоколадным. Для начинки используют грецкие орехи, миндаль, фундук, ядра абрикоса и персика. Ядра вымачивают в воде, пока не сойдёт кожица, а затем слегка вываривают в слабом сахарном растворе.

## Правовой статус
В сентябре 2011 года власти Грузии оформили патент на чурчхелу и ещё несколько других блюд национальной кухни.

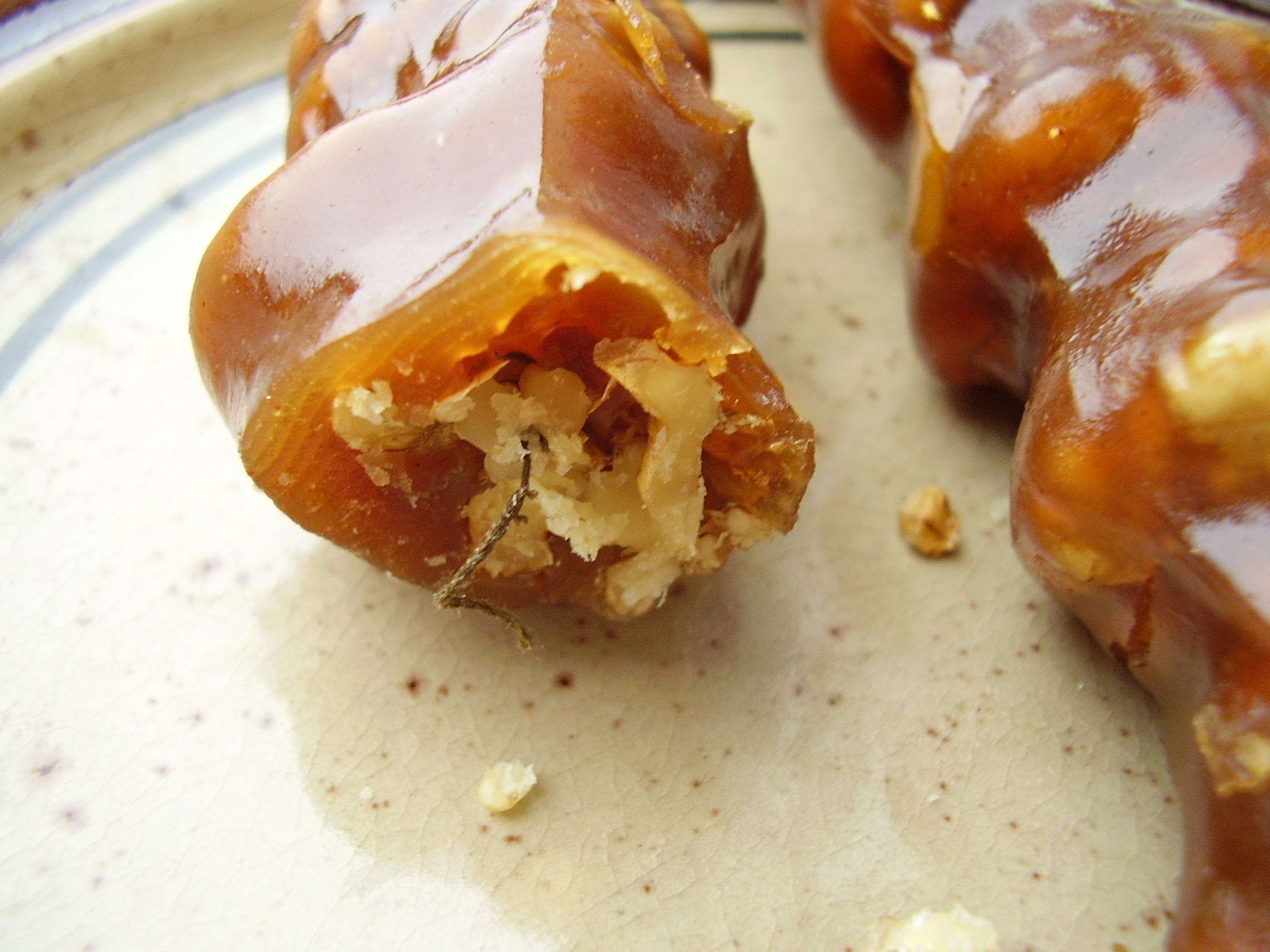
Неподкрашенный армянский шароц
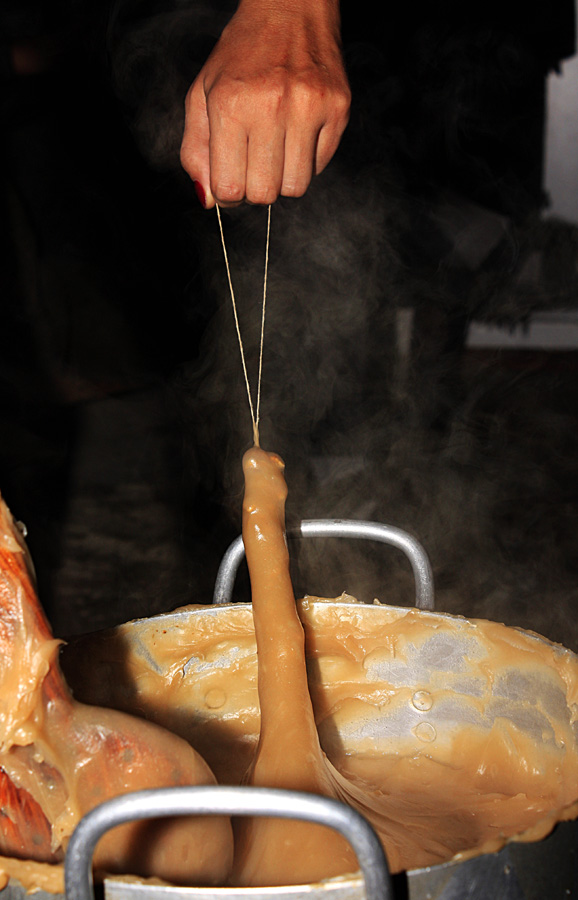
Приготовление
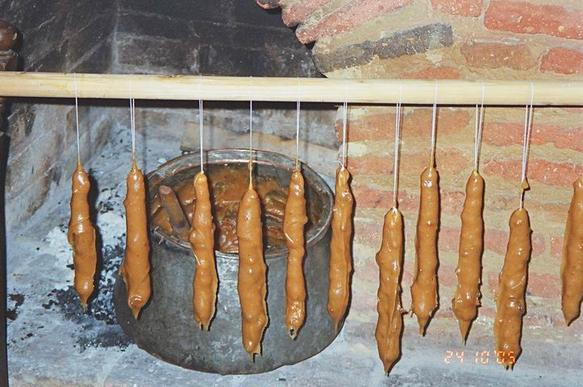
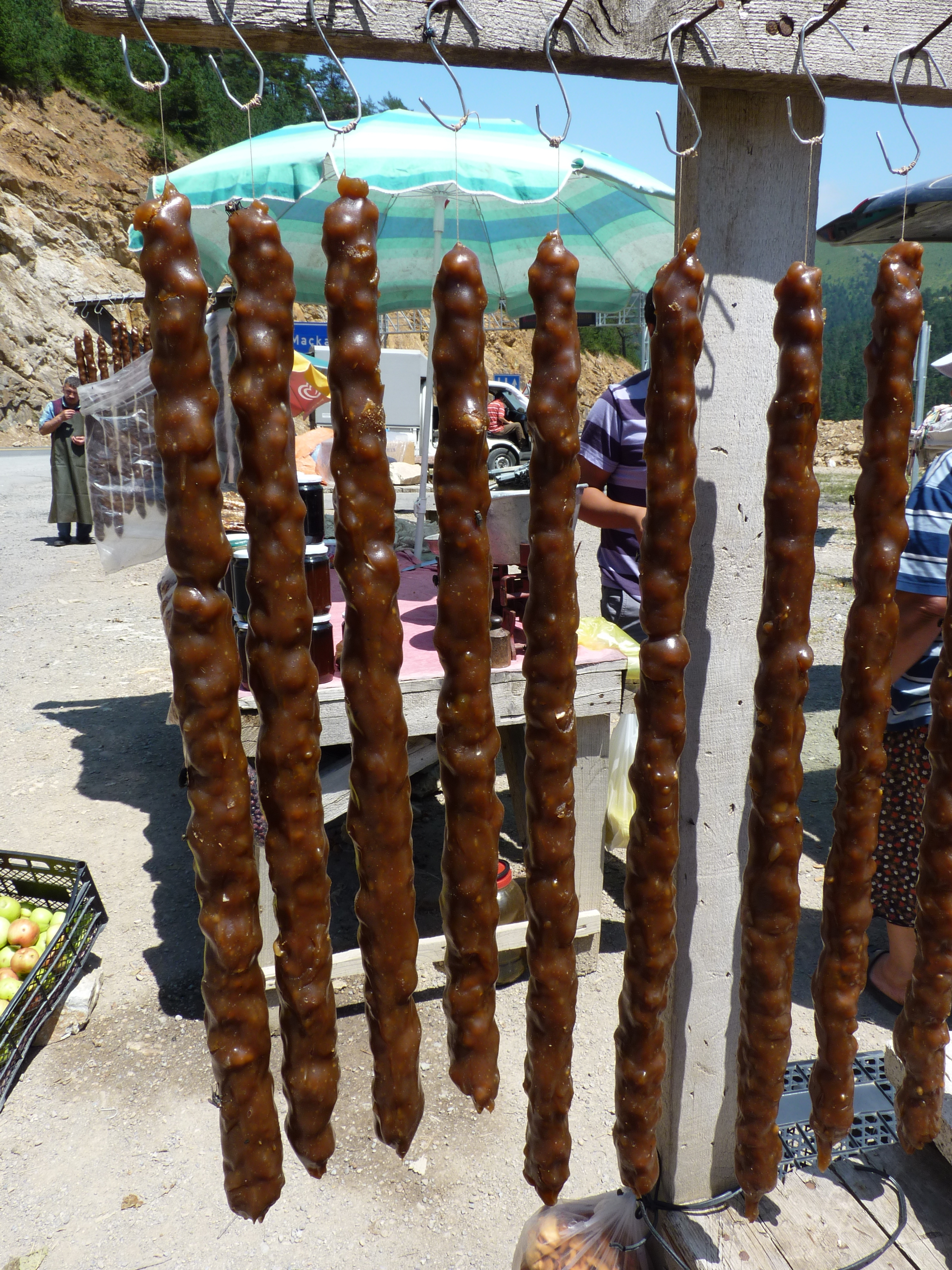
Турецкая «ореховая колбаса»
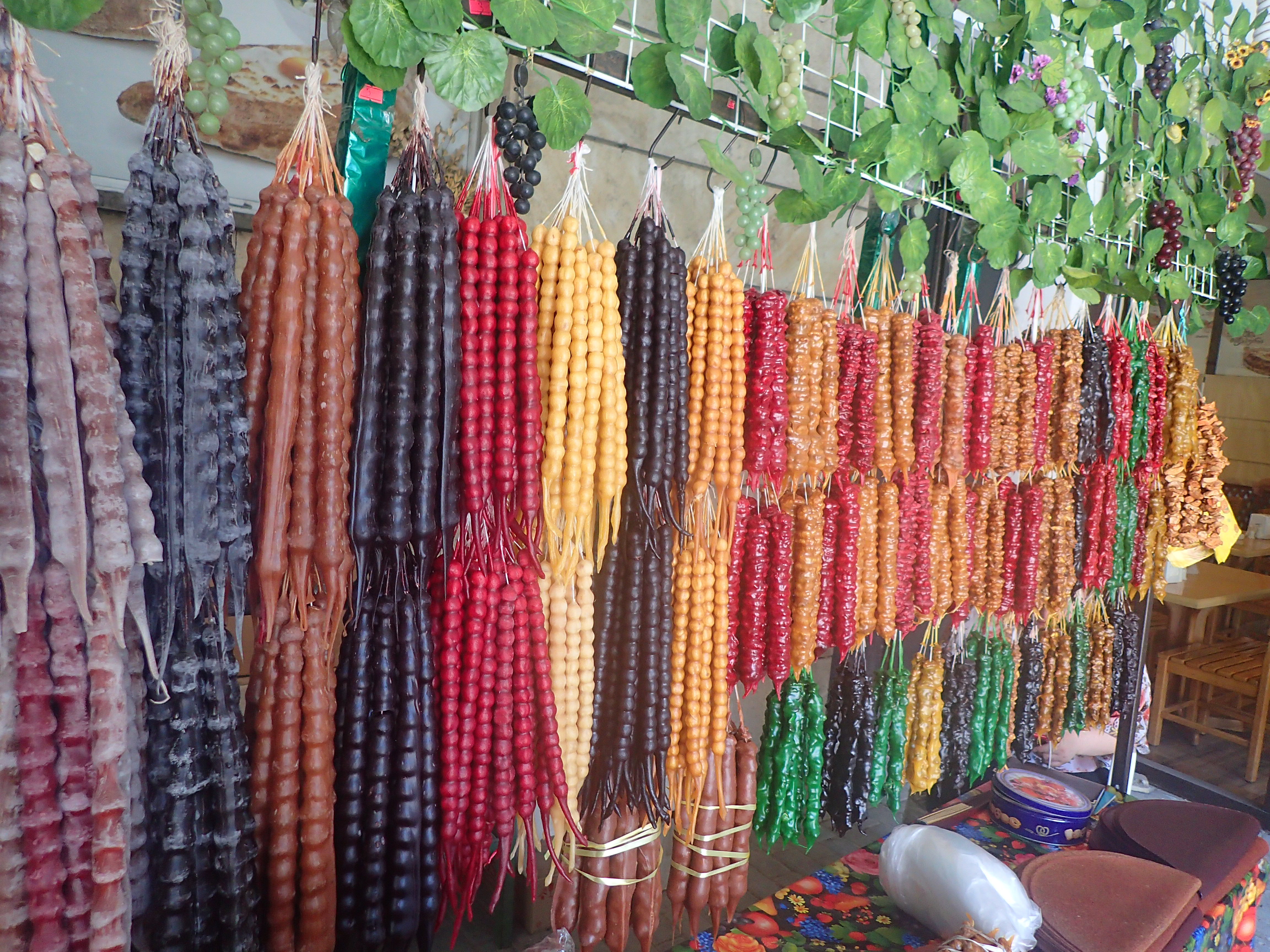
Лоток продавца чурчхелы